# Туембетово
Туембетово (баш. Төйөмбәт) — деревня в Кугарчинского района Башкортостана, входит в состав Максютовского сельсовета.

## Население
| 2002 | 2009 | 2010 |
| ---- | ---- | ---- |
| 150  | ↘142 | ↘140 |

Национальный состав
Согласно переписи 2002 года, преобладающая национальность — башкиры (97 %).

## Географическое положение
Расстояние до:
- районного центра (Мраково): 49 км,
- центра сельсовета (Максютово): 6 км,
- ближайшей ж/д станции (Тюльган): 44 км.